# Graphistylis itatiaiae
Graphistylis itatiaiae là một loài thực vật có hoa trong họ Cúc. Loài này được (Dusén) B.Nord. mô tả khoa học đầu tiên năm 1978.